# سهل بن بشر الإسفراييني
أبو الفرج سهل بن بشر بن أحمد بن سعيد الإسفراييني نزيل دمشق، متصوف، شيخ وإمام ومحدث متقن، عرف عنه كثرة الترحال.
سمع بمصر من علي بن حمصة، وعلي بن منير، وعلي بن ربيعة، ومحمد بن الحسين الطفال، وحسن بن خلف الواسطي صاحب أبي محمد بن ماسي، وفي بغداد سمع من أبو محمد الجوهري، وفي دمشق من أبا عبد الله بن سلوان، ورشأ بن نظيف، وبالرملة من محمد بن الحسين بن الترجمان، وبصور من سليم بن أيوب الرازي، وبتنيس علي بن الحسين بن جابر، وبجرجان محمد بن عبد الرحيم. حدث عنه: ابناه طاهر والفضل، وجمال الإسلام علي بن المسلم، وهبة الله بن طاوس، ومحفوظ النجار، ونصر الله بن محمد المصيصي، وأبو يعلى حمزة بن علي بن الحبوبي، وعبد الرحمن بن أبي الحسن، وعدة. وكان قد تتبع السنن الكبير للنسائي وحصله وسمعه بمصر.
قال غيث بن علي: «سألت أبا بكرالحافظ عن سهل بن بشر، فقال: كيس صدوق». قال سهل بن بشر: «ولدت ببسطام سنة تسع وأربعمائة».

## وفاته
توفي في شهر ربيع الأول سنة 491 هـ.